# 帝國議會 (德意志帝國)
帝国议会，是指1871年至1918年德意志帝国（第二帝国）的下议院。帝國議會与联邦参议院一起拥有立法权，并参与预算决策。它还对行政部门拥有一定的控制权，并可以通过辩论来吸引公众。皇帝几乎没有政治权力，随着时间的推移，国会大厦相对于帝国政府和联邦参议院的地位得到了加强。
帝國議會议员的任期从 1871 年到 1888 年为三年，随后为五年。它拥有当时最进步的选举法之一：只有少数限制，所有25岁及以上的男性都可以在直接选举中秘密、平等地投票。帝國議會在第一次世界大战期间依舊召开会议，但在1918年至1919年德国革命期间未能召开。它的最后一次会议于1918年10月26日举行。其后继者是魏玛国民议会（1919年2月至1920年6月），随后是魏玛共和国議會，于1920年6月首次召开。帝国议会（Reichstag）這個名詞亦延續至德意志共和国（1919－1933）及德意志第三帝國（1933－1945）時期。

## 概要
1871年4月17日的《德意志帝国宪法》在议会的权力结构方面，继承了1867年4月17日《北德意志邦联宪法》下帝国议会的特点。
帝国议会和德意志皇帝成为帝国统一的象征。帝国议会和参议院（der Reichsrat）共同行使颁布法律的职权，帝国议会并拥有财政预算的共同决定权。不过帝国议会的權力受到限制，帝国总理由皇帝任命，并不对帝国议会负责。
1871年帝国议会有382位议员，自1874年开始有397位议员。议员通过公开的直接普选产生。议员採自由委任，作为整个帝国人民的代表，并不受选民命令和指示的约束，且享有豁免权。选举开始是每三年举行一次，1888年后每五年一次。帝国议会每年由德皇召集。参议院只有在得到德國皇帝同意的情况下才能解散议会。
1919年改制共和後，下議院仍承襲「帝國議會」的名稱，權力亦與先前的帝國相近，國家總統可以不經議會同意而任命總理人選，因而被認為是希特勒得以奪取及掌握絕對權力的最大因素；及至第二次世界大戰後德意志聯邦共和國（西德）成立，才改稱今日的聯邦議院，議會的權力有所加強，而總統成為虛位元首。

## 帝国议会议长
| 德意志帝国议会议长 (1871–1918) |                                         |      |          |          |
| 号码                           | 姓名                                    | 圖片 | 开始年份 | 结束年份 |
| 1                              | 爱德华·冯·希姆森                        |      | 1871年   | 1874年   |
| 2                              | 马克西米廉·弗兰茨·奥古斯特·冯·福肯贝克  |      | 1874年   | 1879年   |
| 3                              | 奥托·特奥多·冯·塞德维茨                 |      | 1879年   | 1880年   |
| 4                              | 阿道夫·格拉夫·冯·阿尼姆-博伊岑堡        |      | 1880年   | 1881年   |
| 5                              | 古斯塔夫·康拉德·海因里希·冯·戈斯勒      |      | 1881年   | 1881年   |
| 6                              | 阿尔贝特·艾德曼·卡尔·格哈德·冯·勒维措夫 |      | 1881年   | 1884年   |
| 7                              | 威廉·冯·维德尔-皮斯多夫                 |      | 1884年   | 1888年   |
| 8                              | 阿尔贝特·艾德曼·卡尔·格哈德·冯·勒维措夫 |      | 1888年   | 1895年   |
| 9                              | 鲁道夫·弗莱歇尔·冯·布奥尔-贝伦贝格      |      | 1895年   | 1898年   |
| 10                             | 弗兰茨·格拉夫·冯·巴勒施特雷姆           |      | 1898年   | 1907年   |
| 11                             | 乌多·祖·斯托尔贝格-韦尼格罗德           |      | 1907年   | 1910年   |
| 12                             | 汉斯·格拉夫·冯·施维林-勒维茨            |      | 1910年   | 1912年   |
| 13                             | 约翰内斯·坎普夫                         |      | 1912年   | 1918年   |
| 14                             | 康斯坦丁·菲伦巴赫                       |      | 1918年   | 1918年   |

## 德意志帝国时期重要的帝国议会议员
- 奥古斯特·贝贝尔 (德国社会主义劳动者党（SAP，后来改为 德国社会民主党)
- 爱德华·伯恩斯坦（社民党）
- 威廉·布洛斯（德语：Wilhelm Blos）（社民党）
- 鲁道夫·冯·班尼森（德语：Rudolf von Bennigsen）（民族自由黨）
- 路德维希·布吕尔（德语：Ludwig Brüel） (德意志-汉诺威党（德语：Deutsch-Hannoversche Partei）, 也是 Welfenpartei)
- 卡尔·弗罗梅（德语：Karl Frohme） （社民党）
- 威廉·哈森克勒维（德语：Wilhelm Hasenclever）（全德工人联合会，SAP，后来改为SPD）
- 沃伊切赫·科尔凡蒂（波兰国家民主党）
- 赫尔曼·冯·马林克罗特（德语：Hermann von Mallinckrodt） (德國中央黨)
- 菲利普·恩斯特·玛丽亚·利贝（德语：Philipp Ernst Maria Lieber）（德國中央黨）
- 卡尔·李卜克内西（社民党）
- 威廉·李卜克内西（社民党）
- 奥古斯特·莱兴施佩格（德语：August Reichensperger）（德國中央黨）
- 彼得·莱兴施佩格（德语：Peter Reichensperger） (德國中央黨)
- 布格哈德·冯·朔尔勒默-阿尔斯特（德语：Burghard von Schorlemer-Alst） (德國中央黨)
- 保罗·辛格（德语：Paul Singer） (SAP, 后来改为 SPD)
- 路德维希·温特霍斯特 (德國中央黨)
- 欧根·里希特（德语：Eugen Richter (Publizist)） (德國進步黨、德意志自由思想党（德语：Deutsche Freisinnige Partei）、自由思想人民党（德语：Freisinnige Volkspartei）)
- 弗兰茨·奥古斯特·申克·冯·斯陶芬贝格（德语：Franz August Schenk von Stauffenberg）， 德意志自由思想党（德语：Deutsche Freisinnige Partei） , 帝国议会副议长